# Тержольский муниципалитет
Тержольский муниципалитет (Терджольский муниципалитет; груз. თერჯოლის მუნიციპალიტეტი terǰolis municipʼalitʼetʼi) — муниципалитет в Грузии, входящий в состав края Имеретия. Находится на западе Грузии, на территории исторической области Имеретия. Административный центр — Тержола.

## История
Чхарский район был образован в 1929 году в составе Кутаисского округа, с 1930 года в прямом подчинении Грузинской ССР. 5 сентября 1950 года переименован в Тержольский район. В 1951—1953 годах входил в состав Кутаисской области. 10 апреля 1959 года к Тержольскому району была присоединена часть упразднённого Кутаисского района. 2 января 1963 года район был упразднён, 23 декабря 1964 года восстановлен.

## Население
По состоянию на 1 января 2018 года численность населения муниципалитета составила 33 329 жителей, на 1 января 2014 года — 44,7 тыс. жителей.
Согласно переписи 2002 года население района (муниципалитета) составило 45 496 чел. По оценке на 1 января 2008 года — 44,8 тыс. чел.
| Грузины | Русские | Армяне | Абхазы | Осетины | Украинцы | Азербайджанцы |
| 99,4 %  | 0,3 %   | 0,1 %  | 0,06 % | 0,03 %  | 0,03 %   | 0,01 %        |

| Грузины       | 35 446 | 99,67 %  |
| Русские       | 64     | 0,18 %   |
| Украинцы      | 17     | 0,05 %   |
| Армяне        | 13     | 0,04 %   |
| Азербайджанцы | 9      | 0,03 %   |
| Осетины       | 3      | 0,01 %   |
| другие        | 11     | 0,03 %   |
| всего         | 35 563 | 100,00 % |

## Административное деление
Территория муниципалитета разделена на 19 сакребуло:
- 1 городское (kalakis) сакребуло:
- 0 поселковых (dabis) сакребуло:
- 13 общинных (temis) сакребуло:
- 5 деревенских (soplis) сакребуло:

## Список населённых пунктов
В состав муниципалитета входит 46 населённых пунктов, в том числе 1 город:
- Тержола (Терджола; груз. თერჯოლა)
- Ахали-Тержола (груз. ახალი თერჯოლა)
- Ахалубани (груз. ახალუბანი)
- Бардубани (груз. ბარდუბანი)
- Босела (груз. ბოსელა)
- Бролискеди (груз. ბროლისქედი)
- Вардигора (груз. ვარდიგორა)
- Гванкити (груз. ღვანკითი)
- Гогни (груз. გოგნი)
- Годогани (груз. გოდოგანი)
- Делтасубани (груз. დელტასუბანი)
- Джгилати (груз. ჯგილათი)
- Дзеври (груз. ძევრი)
- Зарнадзееби (груз. ზარნაძეები)
- Зеда-Алисубани (груз. ზედა ალისუბანი)
- Зеда-Сазано (груз. ზედა საზანო)
- Зеда-Симонети (груз. ზედა სიმონეთი)
- Какабаури (груз. კაკაბაური)
- Квахчири (груз. კვახჭირი)
- Кведа-Алисубани (груз. ქვედა ალისუბანი)
- Кведа-Симонети (груз. ქვედა სიმონეთი)
- Мачитаури (груз. მაჩიტაური)
- Муджирети (груз. მუჯირეთი)
- Навенахеви (груз. ნავენახევი)
- Нагареви (груз. ნაგარევი)
- Нахширгеле (груз. ნახშირღელე)
- Одилаури (груз. ოდილაური)
- Окона (груз. ოქონა)
- Октомбери (груз. ოქტომბერი)
- Рупоти (груз. რუფოთი)
- Сарбеви (груз. სარბევი)
- Сатемо (груз. სათემო)
- Сепарети (груз. სეფარეთი)
- Сиктарва (груз. სიქთარვა)
- Сканде (груз. სკანდე)
- Таваса (груз. თავასა)
- Телепа (груз. ტელეფა)
- Тузи (груз. თუზი)
- Тхилтацкаро (груз. თხილთაწყარო)
- Чаластави (груз. ჭალასთავი)
- Чихори (груз. ჩიხორი)
- Чогнари (груз. ჭოგნარი)
- Чхар-Эцери (груз. ჩხარ-ეწერი)
- Чхари (груз. ჩხარი)
- Шимшилакеди (груз. შიმშილაქედი)
- Эцери (груз. ეწერი)